# Долений Сухор-при-Виниці
Долений Сухор-при-Виниці (словен. Dolenji Suhor pri Vinici) — поселення в общині Чрномель, Південно-Східна Словенія, Словенія. Висота над рівнем моря: 158,6 м.